# Pascola Township
Pascola Township est un ancien township, situé dans le comté de Pemiscot, dans le Missouri, aux États-Unis,.
Le township est fondé en 1900 et baptisé en référence au village de Pascola.

### Source de la traduction
- (en) Cet article est partiellement ou en totalité issu de l’article de Wikipédia en anglais intitulé « Pascola Township, Pemiscot County, Missouri » (voir la liste des auteurs).